# Jean His
Pour les articles homonymes, voir His.
Jean His est un homme politique français né le 26 octobre 1782 à Bellou-en-Houlme et mort le 18 mars 1854 à Argentan.
Avocat, maire d'Argentan, conseiller général, il est député de l'Orne de 1827 à 1848. Il siège dans l'opposition sous la Restauration, signant l'adresse des 221, et devient un soutien hésitant de la Monarchie de Juillet.

## Sources
- « Jean His », dans Adolphe Robert et Gaston Cougny, Dictionnaire des parlementaires français, Edgar Bourloton, 1889-1891 [détail de l’édition]